# Mendicidad infantil forzada
La mendicidad infantil forzada es un tipo de mendicidad en la que los niños y niñas menores de dieciocho años se ven obligados a mendigar por coacción psicológica y física. La Buffalo Human Rights Law Review define la mendicidad como «la actividad de pedir dinero como caridad en la calle». Existe evidencia que sugiere que la mendicidad forzada es una de las industrias que absorbe niños traficados, y un estudio reciente de UNICEF indica que 13 % de las víctimas de tráfico en el sureste de Europa han sido objeto de trata para fines de mendicidad forzada. El protocolo de las Naciones Unidas afirma que «La captación, el transporte, el traslado, la acogida o la recepción de un niño con fines de explotación se considerará "trata de personas" incluso cuando no se recurra a ninguno de los medios enunciados en el apartado a) del presente artículo». Con esta definición, el transporte de un niño a un centro urbano para fines de mendicidad constituye trata, independientemente de que sea exigido por un miembro de la familia o un tercero. La gravedad de esta forma de tráfico está comenzando a ganar reconocimiento mundial, y varias organizaciones internacionales —incluyendo la Organización Internacional para las Migraciones (OIM), la Unión Europea, la Organización Internacional del Trabajo (OIT) y las Naciones Unidas, entre otros— comienzan a enfatizar su pertinencia. La «Declaración de Bruselas sobre la prevención y la lucha contra la trata» de la Unión Europea incluye la mendicidad infantil como una forma de trata, afirmando que la «Trata de personas es un fenómeno detestable y preocupante que involucra la explotación sexual coercitiva, explotación laboral en condiciones similares a la esclavitud, la explotación mediante la mendicidad y la delincuencia juvenil, así como la servidumbre doméstica». Este problema es especialmente difícil de regular teniendo en cuenta que la mendicidad forzada a menudo se impone por miembros de la familia, y por el poder que los padres ejercen sobre un niño para asegurarse de que la mendicidad se lleva a cabo.

## Marco demográfico
Por definición la mendicidad infantil ocurre en las personas menores de dieciocho años; de acuerdo a UNICEF, la mendicidad forzada ha sido encontrado entre niños con una edad tan joven como dos años.  De acuerdo con el Banco Mundial, la existencia de esta práctica ha sido registrado en Asia del Sur y Asia Central, Europa, América Latina, el Caribe, el Oriente Medio y África occidental.
La mayoría de los estudios, tales como los realizados por UNICEF, sugieren que los niños son mucho más propensos que las niñas de ser objeto de trata para fines de mendicidad; expertos presumen que esto se debe a la mayor presencia femenina en la trata con fines de explotación sexual. En Albania, donde la mendicidad forzada es una práctica común, el 70 % de las víctimas son varones.
Si bien las cifras exactas son difíciles de determinar, la Organización Internacional del Trabajo (OIT) informó recientemente que al menos 600.000 niños y niñas están involucrados en actividades ilícitas como la mendicidad forzada. Sin embargo, el problema puede ser mucho más extenso, considerando que el Ministerio de Asuntos Civiles de China dio a conocer que unos 1,5 millones de niños se ven forzados a mendigar. Además, un estudio realizado en Senegal por Human Rights Watch estimó que de los 100.000 niños objeto de la mendicidad forzada en Senegal, muchos provienen de la trata de niños de países vecinos. En varios países, la mendicidad es a menudo la principal fuente de ingresos para los niños de la calle, y un estudio realizado por UNICEF encontró que 45,7% de los niños que trabajan en las calles de Zimbabue se dedicaron a la mendicidad, aunque se desconoce si fue mendicidad forzada.
Hay evidencia de que existen redes de pandillas involucrados en la mendicidad forzada en poblaciones de 500 habitantes y más.

## Causas

### Factores económicos
La mendicidad forzada es una práctica lucrativa en la que los explotadores están motivados por incentivos económicos. Las estructuras empresariales de las redes mayores involucrados en la trata de niños con fines de mendicidad, son comparables a las de una empresa de tamaño medio. En los casos más graves las redes de niños obligados a mendigar pueden generar US$ 30.000-40.000 para el explotador. Aunque las redes familiares no son tan extensas, un estudio realizado en Albania demostró que una familia con varios niños mendigando puede ganar hasta quince euros al día, una cantidad mayor que el salario promedio de los maestros de escuela del mismo país. La ONG Anti-Slavery International afirma que muchas familias creen que la mendicidad es la mejor opción disponible, debido a los ingresos relativamente altos y por la carencia de capacidades.
La privación de capacidades, es decir, la ausencia rutinaria de recursos adecuados que puedan facilitar el acceso a oportunidades económicas, puede dar lugar a prácticas de mendicidad que se extienden sobre varias generaciones dentro de las familias. Estudios llevados a cabo por UNICEF han encontrado que la mendicidad es especialmente frecuente entre las familias en las que los padres están incapacitados de alguna manera, lo que lleva a los niños a ser los únicos proveedores.

### Factores políticos
Según el Banco Mundial, la mendicidad forzada se produce más comúnmente en los países donde las leyes que la prohíben son escasos y que carecen de regulación adecuada para combatir el tráfico, como en el Oriente Medio y los países de África Occidental. En Zimbabue, donde la mendicidad infantil, es especialmente prominente, las Naciones Unidas señalaron muchas contradicciones entre la ley laboral del país y la Convención sobre los Derechos del Niño. Muchos países, como Indonesia, cuentan con leyes contra la mendicidad, pero las sanciones sólo incluyen una detención temporal seguida por la puesta en libertad en las calles, lo que hace poco para combatir el problema.

### Factores culturales
Existen varios factores culturales que promueven la mendicidad. En Europa, la mendicidad existe en un número de culturas minoritarias. En Turquía se han documentado redes familiares de mendigos que se extienden sobre tres generaciones, por lo que la práctica parece ser profundamente arraigada dentro de sus esquemas de supervivencia. Es importante señalar que si bien estas prácticas pueden ser culturalmente arraigadas, la mendicidad de menores que se lleve a cabo por presión familiar cae en el ámbito de la mendicidad forzada. El transporte de los niños, incluso los propios, para la explotación mediante la mendicidad es una de las formas de trata señaladas por las Naciones Unidas.
Otra práctica es la resolución de deudas familiares con el secuestro y la explotación de uno de los hijos de la familia endeudada.

## Abuso general
UNICEF encontró que los niños que se ven obligados a mendigar por terceros tienen algunas características en común: son a menudo extraídos de sus familias, tienen que devolver la mayor parte de sus ingresos al explotador, tienen que enfrentar condiciones de trabajo y de vida inseguras, y son a veces mutilados para aumentar las ganancias de la mendicidad. La mutilación, que fue llevado a la prominencia pública por la película Slumdog Millionaire, es una práctica lucrativa para el explotador, dado que los niños con discapacidades aparentes a menudo generan más de tres veces el ingreso de otros niños que mendigan, de acuerdo con Buffalo Human Rights Law Review. Además de aflicciones como la ceguera y la pérdida de miembros, otros abusos físicos infligidos para aumentar los beneficios incluyen verter pimienta de chile en la lengua de un niño para estimular la producción de saliva y alcanzar la apariencia de la expresión de una persona impedida, el uso del opio para provocar gritos, y la administración de inyecciones forzadas de drogas que aumenten la energía y el estado de alerta de un niño. Testimonios contra los líderes de las pandillas involucradas en la mendicidad forzada revelaron la práctica de la detención de niños en pequeñas células carentes de luz, sin alimentos y agua, para alcanzar un estado de debilidad y fragilidad en las víctimas que generará más limosnas.
La mendicidad suele llevarse a cabo en condiciones que exponen los niños a abuso físico y verbal, incluyendo la victimización sexual y la brutalidad policial. Human Rights Watch reveló que después de las horas diarias de mendicidad, los niños no tienen acceso a un refugio adecuado, ni alimentación adecuada o asistencia médica en el lugar donde residen. Por otra parte, muchas de las pandillas que manejan redes de mendicidad forzada, son altamente involucrados en el tráfico de drogas, por lo que los niños bajo su control a menudo son convertidos en adictos para que se tornan más dependientes de sus explotadores.

## Implicaciones a largo plazo
Varios estudios han demostrado que los niños forzados a mendigar reciben poca o ninguna educación, y que suelen dedicar diariamente más de dieciséis horas en las calles. Tomando en cuenta que la educación es uno de los principales métodos para escapar a la pobreza, se ha observado que los niños mendigos están envueltos en un proceso cíclico en la que siguen envueltos en esta práctica a lo largo de las generaciones. Las entrevistas realizadas por UNICEF muestran que los niños que mendigan tienen pocas esperanzas para el futuro y no creen que sus circunstancias mejorarán. Los niños que trabajan en las calles por lo general tienen poco o ningún conocimiento de sus derechos, lo que les deja especialmente susceptibles a la explotación, tanto como jóvenes y más tarde como adultos. UNICEF encontró también que los niños que mendigan tienen un índice de infección por VIH mucho más alto debido a la falta de conciencia/conocimiento y de supervisión en las calles.>

## Posibles soluciones

### Iniciativas internacionales
Un enfoque centrado en los derechos humanos de las víctimas ha sido reconocido internacionalmente como la mejor estrategia para combatir la trata, con recurso centrado en castigar el explotador y en la rehabilitación del niño. Los países que apoyan este método incluyen los Estados Unidos, donde se aprobó la Ley de Protección de las Víctimas de Trata de 2000, que afirma que las "víctimas de formas graves de tráfico no deben ser inapropiadamente encarcelados, multados, o penalizados de otro modo solo por actos ilegales cometidos como resultado directo de ser víctimas del tráfico.
Otro de los métodos soportados se conoce como el de "los tres P": la protección, la persecución y la prevención. La protección comienza con la aplicación de medidas estrictas para combatir el tráfico y la mendicidad. Para muchos países el primer paso comprende la penalización de la mendicidad y la trata. La persecución debe tener consecuencias legales serias para los traficantes, y el castigo tiene que enfocarse en el explotador en lugar de los explotados. Sin embargo, esta posición torna difícil cuando están involucrados víctimas de trata familiar, teniendo en cuenta que esto requeriría cambios en la ubicación del cuidado del niño y una vigilancia estricta del bienestar de cada niño reubicado. Muchas organizaciones afirman que la prevención comienza con desalentar las limosnas y mejorar los servicios para que los niños y las familias en su conjunto puedan desarrollar mayores capacidades para superar su situación. Aunque sea bien intencionada, la donación de limosnas a los niños mendigos sólo hace la  práctica de la mendicidad infantil más lucrativa, y pronto el dinero recaudado terminará en las manos del explotador del niño.

### Respuestas gubernamentales
En Senegal, donde los talibes (estudiantes jóvenes en las escuelas coránicas) fueron víctimas de extensos abusos, incluyendo la mendicidad forzada, se realizaron varias iniciativas para poner fin a esta explotación con el apoyo del Banco Mundial. En primer lugar, hubo una intervención educativa a nivel comunitario sobre la validez de algunas de las instituciones coránicas donde la población rural solía enviar a sus hijos. Esto fue complementado con una mejor regulación de las escuelas del país para garantizar que sigan siendo lugares de educación, seguido de una mayor aplicación de las leyes preexistentes que prohíben la trata y la explotación de la mendicidad. Por último, se han proporcionado servicios de rehabilitación con el apoyo de Organizaciones de la sociedad civil para proporcionar los niños con las capacidades que les han sido negadas.
En Zimbabue, se aprobó la Ley sobre la protección y la adopción de niños (Children's Protection and Adoption Act) con el propósito de garantizar la seguridad de todas las personas menores de dieciséis años; sin embargo, el gobierno admite que la falta de recursos y fondos juegan un papel importante en la inadecuada aplicación de esta ley.
En Bangladés, que tiene aproximadamente 700.000 mendigos, se aprobó una ley en 2009 que prohíbe la mendicidad, aunque las autoridades reportan tener algunos problemas con su aplicación.
En China, el Ministerio de Seguridad Pública estableció un departamento que se centra exclusivamente en el tráfico de niños. Recientemente, el departamento estableció una línea telefónica que permite al público informar las autoridades sobre posibles casos de mendicidad forzada. La policía está entrenada para investigar estos casos, llevar los niños en custodia si no se puede establecer un vínculo de parentesco con su tutor, y educar a los padres sobre la ilegalidad y los peligros de la mendicidad infantil si fueran ellos los responsables de la mendicidad del niño. Esta política fue instituida en abril de 2009 y a ha dado lugar a la recuperación de 9300 niños.

### Iniciativas de organizaciones no gubernamentales
Muchas organizaciones no gubernamentales (ONG) han iniciado campañas para informar el público sobre los efectos negativos de las limosnas. UNICEF informó recientemente que «ciertos comportamientos, como dar dinero a los niños mendigos, también puede motivar indirectamente la demanda por niños por parte de los traficantes y el explotador».
El proyecto Stop Child Begging («alto a la mendicidad infantil») del Mirror Foundation de Tailandia es una de las organizaciones que destaca la importancia de eliminar la demanda. Con el objetivo de reducir las limosnas, sus campañas se centran en educar a los transeúntes sobre la mendicidad forzada de los camboyanos víctimas de trata en su país.

### Otras iniciativas
En China, donde se ha documentado la práctica rutinaria del secuestro de niños para la mendicidad forzada, se inició una campaña multimedia con el fin de rescatar los niños secuestrados y forzados a mendigar. Se crearon blogs para publicar más de 3000 fotos de niños cuyos familiares creen que han sido secuestrados para la mendicidad forzada. Los blogs cuentan con cientos de miles de seguidores que permanecen alertos para encontrar estos niños en los centros urbanos mayores. Esta campaña ha permitido recuperar al menos seis niños, que fueron reunidos con sus familias.
Si la mendicidad es sancionada religiosamente, se ha sugerido que los líderes religiosos condenan públicamente la práctica. En el caso de los líderes religiosos de los talibes en Senegal, se los pidió tomar una posición en contra de la mendicidad, utilizando los pasajes correspondientes en el Corán, lo que ayudaría a despojar la práctica de su fundamento religioso aparente.